# Timothie Bright
Timothie Bright, född omkring 1551 antagligen i närheten av Sheffield i England och död 1615 i Barwick in Elmet i England, var en engelsk hospitalsläkare och präst och uppfinnare av den moderna stenografin.

## Biografi
Bright studerade som sizar på Trinity College, Cambridge, han skrevs in "impubes, æt. 11," den 21 maj 1561, och tog en BA-examen 1567–1568. År 1572 var han i Paris, där han förmodligen fortsatte sina medicinska studier, när han nätt och jämnt undkom Bartolomeinattens massaker genom att söka tillflykt till Francis Walsinghams hus. I sin dedikation av Animadversions on Scribonius (1584) till Philip Sidney, noterade Bright att han bara hade mött honom denna enda gång.
Bright tog M.B.-examen vid Cambridge 1574, fick en licens för att utöva medicin året efter och blev medicine doktor 1579. Under några år efter detta verkar han ha bott i Cambridge men bodde i Ipswich 1584. Han var en av dem som den 1 oktober 1585 bevittnade stadgarna om Emmanuel College, Cambridge, undertecknade av Sir Walter Mildmay, och inlämnade till Laurence Chaderton, högskolans första rektor. Han började som läkare vid St Bartholomeus sjukhus i maj 1586 där han efterträdde Dr Turner på denna plats, men måste ha avgått 1590, eftersom hans efterträdare valdes den 19 september samma år.
Bright övergav sedan läkaryrket efter en andlig kallelse. År 1588 dedicerade han sin avhandling Characterie till drottning Elizabeth, som den 5 juli 1591 förlänade honom en prästgård i Methley i Yorkshire, som blivit ledig efter Otho Hunts död och den 30 december 1594 prästgården i Barwick in Elmet, i samma län. Han stannade där till sin död och den senare verkar ha varit hans vanliga bostad där han åtminstone skrev sitt testamente den 9 augusti 1615, och ”lämnade sin kropp för att begravas där Gud behagar”. Det godkändes i York den 13 november 1615.

## Stenografi
Åtta kopior av Bright's Characterie (1588) är kända att fortfarande existera, men endast fyra av dem är fullständiga. En kopia tillhörde tidigare Shakespeareforskaren Francis Douce och finns nu i Bodleian Library. Det är en liten volym, i gott skick, men stenografitecknen är alla skrivna med bläck som har bleknat. Andra exemplar finns på New York Public Library (defekt), Bayerische Staatsbibliothek, Cambridge University (defekt), Salisbury (2 - minst en defekt) och University of London (defekt, enligt Alston 1966, men Keynes insisterade 1962 på att det är komplett). En annan kopia som spårats till John R. Gregg i New York av Keynes har rapporterats förlorad. I själva verket är denna kopia den som finns på New York Public Library.
Drottning Elizabeth beviljade genom patentbrev av den 26 juli 1588 Bright att för en period av femton år ha det exklusiva privilegiet att undervisa och skriva böcker, 'in or by Character not before this tyme commonlye knowne and vsed by anye other oure subiects'. En detaljerad förklaring av Brights system gavs av Edward Pocknell i tidningen Shorthand i maj 1884. Systemet har en alfabetisk grund, men tecknen för bokstäverna är inte läsbart förenade med varandra. Alfabetet var för klumpigt för att regelbundet appliceras på hela ord, vilket gjordes fjorton år senare av John Willis, vars schema, förklarat i 'Art of Stenographie' (1602), är grunden till senare stenografisystem.